# Liste der Einträge im National Register of Historic Places im Cowlitz County
Diese Liste der Einträge im National Register of Historic Places im Cowlitz County enthält alle im Cowlitz County, Washington in das National Register of Historic Places eingetragenen Gebäude, Bauwerke, Objekte, Stätten oder historischen Distrikte.
Diese Liste entspricht dem Bearbeitungsstand des National Park Service/National Register of Historic Places vom 16. August 2024.

## Legende
| NRHP | Historic Place             |
| HD   | National Historic District |

## Aktuelle Einträge
| [ 2 ] | Name                                             | Bild                                     | Eintragsdatum                 | Lage                                                                                                 | Ort         | Beschreibung |
| ----- | ------------------------------------------------ | ---------------------------------------- | ----------------------------- | --- | ----------- | ------------ |
| 1     | Berwind–Purcell House                            | Berwind–Purcell House                    | 6. Juli 2010 ID-Nr. 10000416  | 808 Lone Oak Rd. 46° 10′ 56″ N, 122° 57′ 58″ W                                                       | Longview    |              |
| 2     | Big Four Furniture Building                      | Big Four Furniture Building              | 5. Dez. 1985 ID-Nr. 85003013  | 1329 Commerce Ave. 46° 8′ 18″ N, 122° 55′ 54″ W                                                      | Longview    |              |
| 3     | Adam Catlin House                                | Adam Catlin House                        | 9. Dez. 1994 ID-Nr. 94001434  | 202 NW. Second Ave. 46° 8′ 49″ N, 122° 54′ 55″ W                                                     | Kelso       |              |
| 4     | Columbia Theater                                 | Columbia Theater                         | 5. Dez. 1985 ID-Nr. 85003014  | 1225 Vandercook Way 46° 8′ 27″ N, 122° 55′ 53″ W                                                     | Longview    |              |
| 5     | First Christian Church                           | First Christian Church                   | 5. Dez. 1985 ID-Nr. 85003015  | 2000 E. Kessler Blvd. 46° 7′ 53″ N, 122° 56′ 45″ W                                                   | Longview    |              |
| 6     | Jim Creek Bridge                                 | Jim Creek Bridge                         | 28. März 1995 ID-Nr. 95000258 | WA 503 über den Jim Creek 45° 59′ 45″ N, 122° 30′ 55″ W                                              | Woodland    |              |
| 7     | Hulda Klager Lilac Gardens                       | weitere Bilder                           | 17. Juli 1975 ID-Nr. 75001847 | 115 S. Pekin Rd. 45° 53′ 51″ N, 122° 45′ 7″ W                                                        | Woodland    |              |
| 8     | Lake Sacajawea Park                              | Lake Sacajawea Park                      | 5. Dez. 1985 ID-Nr. 85003011  | zwischen Nichols und Kessler Blvds. 46° 8′ 14″ N, 122° 56′ 46″ W                                     | Longview    |              |
| 9     | Laughlin Round Barn                              | Laughlin Round Barn                      | 15. Mai 1986 ID-Nr. 86001080  | 8249 Barnes Dr. 46° 20′ 25″ N, 122° 55′ 23,6″ W                                                      | Castle Rock |              |
| 10    | Lawetlat'la                                      | weitere Bilder                           | 11. Sep. 2013 ID-Nr. 13000748 | Gifford Pinchot National Forest 46° 12′ 48,9″ N, 122° 14′ 39,5″ W                                    | Cougar      |              |
| 11    | Robert Alexander Long High School                | weitere Bilder                           | 5. Dez. 1985 ID-Nr. 85003010  | 2903 Nichols Blvd. 46° 8′ 27″ N, 122° 57′ 15″ W                                                      | Longview    |              |
| 12    | Longview Bridge                                  | weitere Bilder                           | 16. Juli 1982 ID-Nr. 82004208 | über den Columbia River 46° 6′ 48″ N, 122° 57′ 10″ W                                                 | Longview    |              |
| 13    | Longview Civic Center Historic District          | weitere Bilder                           | 5. Dez. 1985 ID-Nr. 85003012  | zwischen der Maple St., Sixteenth Ave., Hemlock St. und Eighteenth Ave. 46° 8′ 23″ N, 122° 56′ 16″ W | Longview    |              |
| 14    | Longview Community Church                        | weitere Bilder                           | 5. Dez. 1985 ID-Nr. 85003016  | 2323 Washington Way 46° 8′ 3″ N, 122° 56′ 55″ W                                                      | Longview    |              |
| 15    | Longview Community Church-Saint Helen’s Addition | weitere Bilder                           | 5. Dez. 1985 ID-Nr. 85003017  | 416 Twentieth Ave. 46° 7′ 28″ N, 122° 57′ 32″ W                                                      | Longview    |              |
| 16    | Longview Community Store                         | Longview Community Store                 | 5. Dez. 1985 ID-Nr. 85003027  | 421 Twentieth Ave. 46° 7′ 29″ N, 122° 57′ 5″ W                                                       | Longview    |              |
| 17    | Longview Women’s Clubhouse                       | weitere Bilder                           | 5. Dez. 1985 ID-Nr. 85003018  | 835 Twenty-first Ave. 46° 7′ 55,2″ N, 122° 56′ 51,6″ W                                               | Longview    |              |
| 18    | Mills Building                                   | Mills Building                           | 5. Dez. 1985 ID-Nr. 85003019  | 1239 Commerce Ave. 46° 8′ 11″ N, 122° 55′ 56,4″ W                                                    | Longview    |              |
| 19    | Nutty Narrows Bridge                             | weitere Bilder                           | 18. Aug. 2014 ID-Nr. 14000500 | über den Olympia Way zwischen der 18th Avenue und Maple Street 46° 8′ 29,3″ N, 122° 56′ 25,8″ W      | Longview    |              |
| 20    | Pacific Telephone and Telegraph Building         | Pacific Telephone and Telegraph Building | 5. Dez. 1985 ID-Nr. 85003020  | 1304 Vandercook Way 46° 8′ 27″ N, 122° 55′ 57″ W                                                     | Longview    |              |
| 21    | Pounder Building                                 | Pounder Building                         | 5. Dez. 1985 ID-Nr. 85003021  | 1208 Commerce Ave. 46° 8′ 10″ N, 122° 56′ 1″ W                                                       | Longview    |              |
| 22    | Schumann Building                                | Schumann Building                        | 5. Dez. 1985 ID-Nr. 85003022  | 1233 Commerce Ave. 46° 8′ 11″ N, 122° 55′ 58″ W                                                      | Longview    |              |
| 23    | Sevier and Weed Building                         | Sevier and Weed Building                 | 5. Dez. 1985 ID-Nr. 85003023  | 1266 Twelfth Ave. 46° 8′ 12″ N, 122° 55′ 53″ W                                                       | Longview    |              |
| 24    | Nat Smith House                                  | Nat Smith House                          | 3. März 1975 ID-Nr. 75001846  | 110 W. Grant St. 46° 8′ 48″ N, 122° 54′ 56″ W                                                        | Kelso       |              |
| 25    | Stella Blacksmith Shop                           | Stella Blacksmith Shop                   | 19. Dez. 1985 ID-Nr. 85003204 | 8530 Ocean Beach Hwy. 46° 11′ 30″ N, 123° 7′ 13″ W                                                   | Stella      |              |
| 26    | J. D. Tennant House                              | J. D. Tennant House                      | 12. Apr. 1984 ID-Nr. 84003461 | 420 Rutherglen Rd. 46° 9′ 6″ N, 122° 59′ 30″ W                                                       | Longview    |              |
| 27    | Tyni Building                                    | Tyni Building                            | 5. Dez. 1985 ID-Nr. 85003024  | 1166 Commerce Ave. 46° 8′ 5″ N, 122° 56′ 2″ W                                                        | Longview    |              |
| 28    | U.S. Post Office – Kelso Main                    | U.S. Post Office – Kelso Main            | 7. Aug. 1991 ID-Nr. 91000646  | 304 Academy St. 46° 8′ 44″ N, 122° 54′ 31″ W                                                         | Kelso       |              |
| 29    | U.S. Post Office – Longview Main                 | weitere Bilder                           | 30. Mai 1991 ID-Nr. 91000647  | 1603 Larch St. 46° 8′ 17″ N, 122° 56′ 16″ W                                                          | Longview    |              |
| 30    | Washington Gas and Electric Building             | weitere Bilder                           | 5. Dez. 1985 ID-Nr. 85003025  | 1346 Fourteenth Ave. 46° 8′ 18″ N, 122° 56′ 1″ W                                                     | Longview    |              |
| 31    | Willard Building                                 | Willard Building                         | 5. Dez. 1985 ID-Nr. 85003026  | 1403 Twelfth Ave. 46° 8′ 19″ N, 122° 55′ 53″ W                                                       | Longview    |              |
| 32    | Yale Bridge                                      | weitere Bilder                           | 16. Juli 1982 ID-Nr. 82004206 | über den Lewis River an der Washington State Route 503 45° 57′ 40″ N, 122° 22′ 18″ W                 | Yale        |              |